# منزل أسود (فلم)
 منزل أسود هو فيلم رعب أمريكي أنتج سنة 2014 ، إخراج فيكتور سالفا و بطولة توبين بيل .

## روابط خارجية
- الموقع الرسمي
- منزل أسود على موقع IMDb (الإنجليزية)
- منزل أسود على موقع ميتاكريتيك (الإنجليزية)
- منزل أسود على موقع روتن توميتوز (الإنجليزية)
- منزل أسود على موقع قاعدة بيانات الأفلام العربية
- منزل أسود على موقع أول موفي (الإنجليزية)
- منزل أسود على موقع فيلمافينيتي (الإسبانية)
- منزل أسود على موقع قاعدة بيانات الفيلم (الإنجليزية)
- منزل أسود على موقع ليتربوكسد (الإنجليزية)
- منزل أسود على موقع كينوبويسك (الروسية)